# Carlos Spadaro
Carlos Spadaro (né le 5 février 1902 en Argentine et mort le 15 novembre 1985) est un footballeur international argentin qui jouait attaquant.

## Biographie
Il reçoit sa première convocation avec l'équipe Albiceleste lors de la coupe du monde 1930 en Uruguay, convoqué par les deux sélectionneurs argentins Francisco Olazar et Juan José Tramutola. Il ne joue qu'un seul match durant ce mondial, contre le Mexique, lors des matchs du 1er tour du groupe A. L'Argentine devient vice-championne du monde, en perdant en finale contre l'Uruguay.
Juste après le mondial, il est transféré dans le club du Estudiantil Porteño avec qui il gagne un titre en championnat en 1931.